# Trittico botticelliano
Trittico botticelliano è un poema sinfonico per piccola orchestra di Ottorino Respighi, composto nel 1927.
L'opera venne dedicata a Elizabeth Sprague Coolidge, patrona e amica non solo di Respighi ma anche di altri compositori, come Maurice Ravel and Bela Bartók.La prima di questo brano avvenne proprio alla fine del tour americano del compositore, patrociniato dalla Coolidge.

## Movimenti
1. La Primavera (allegro vivace, allegretto, vivo)
2. L'adorazione dei Magi (andante lento, moderato)
3. La nascita di Venere (allegro moderato, un poco animato, poco più mosso, allegro moderato)

## Organico
La composizione è strutturata per una piccola orchestra
- fiati: 1 flauto, 1 clarinetto, 1 fagotto, 1 oboe, 1 corno, 1 tromba
- tastiere: pianoforte, celesta
- percussioni: triangolo, campanelli
- arpa
- archi